# Перкедел
Перкеде́л (індонез. perkedel), рідше пергеде́л, бергеде́л, бергеди́л або бегеди́л (індонез. pergedel, bergedel, bergedil, begedil) — страва індонезійської кухні, що є варіацією європейських фрикадельок. На відміну від останніх, готуються переважно з продуктів рослинного походження — картоплі, цукрової кукурудзи, батату, тапіоки, тоді як м'ясо, риба або морепродукти зазвичай додаються до фарш у тій чи іншій пропорції або не використовуються взагалі.
Страва має безліч варіантів щодо складу інгредієнтів. Найчастіше перкедели подаються в смаженому вигляді, але іноді після обсмажування можуть додатково піддаватися тушкуванню або додаватися в супи. Популярні в різних регіонах країни, мають деяке поширення за її межами, зокрема, в сусідніх державах Південно-Східної Азії — Сінгапурі та Малайзії, а також у Нідерландах, колишній метрополії Індонезії.

## Походження та поширення

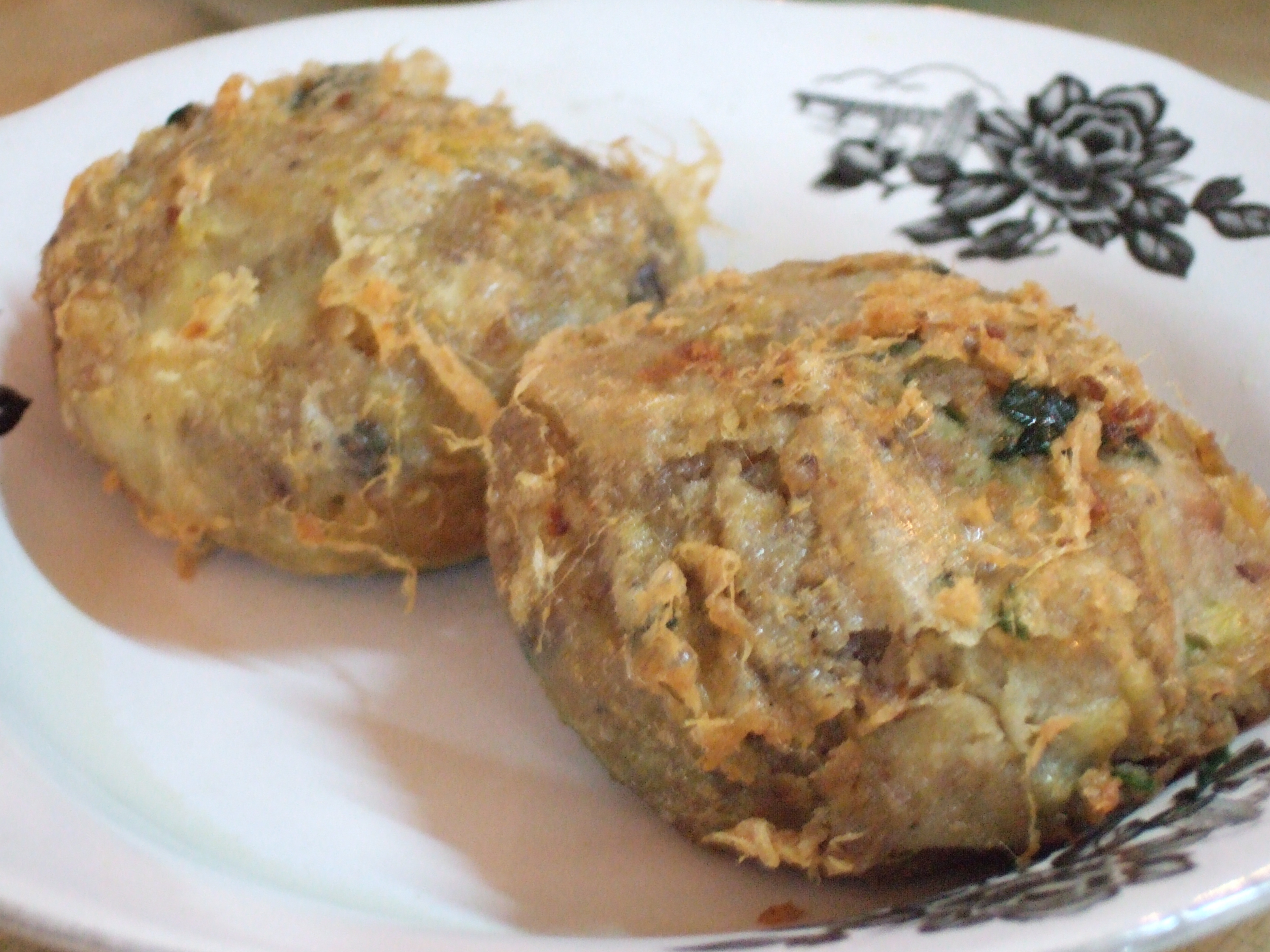
Перкедели із суміші картопляного пюре та м'ясного фаршу

Перкедел не є споконвічною індонезійською стравою, а є місцевою модифікацією європейської фрикадельки. Рецепт фрикадельок був освоєний індонезійцями в період Нідерландської Ост-Індії, однак згодом зазнав дуже істотних змін. Головна з цих змін полягала в повній чи частковій заміні м'яса — основного інгредієнту класичних фрикадельок — продуктами рослинного походження, доступнішими більшості індонезійців. Дещо іншою стала і техніка виготовлення фаршу. Крім того, перкедели, на відміну від своїх європейських «прабатьків», вельми рясно присмачуються спеціями та прянощами — подібно до більшості традиційних страв індонезійської кухні.
На індонезійському ґрунті змінився не лише рецепт страви, а й її назва. Голландське слово «фрикадел» (нід. frikadel) в силу фонетичних особливостей місцевих мов стало вимовлятися найчастіше як «перкедел», рідше, з дзвінкішим приголосним як «пергедел» і «бергедел», а в багатьох місцевостях Яви зазнало ще суттєвішу еволюцію, перетворившись на «бергедил», «бергідил»
Примітно, що самі голландці в період свого панування в Індонезії перейняли виготовлення і споживання перкеделів: ця страва увійшла в таку звану «ост-індську кухню», що склалася в середовищі колонізаторів, і поєднувала європейські та індонезійські кулінарні традиції. Зокрема, вона стало однією з традиційних складових рійстафелю — комплексного обіду з декількох поданих одночасно страв. У цій якості перкедели, як і раніше, подаються і в сучасних Нідерландах — в численних індонезійських ресторанах цієї країни або в сім'ях, що мають індонезійське коріння.
Крім того, вже в постколоніальний період інтенсивні трудові міграції індонезійців у сусідні Сінгапур та Малайзію сприяли поширенню практики виготовлення перкеделів у цих країнах. Показово, що ця страва фігурує переважно під яванізованими варіантами назви — «бергідил» чи «бегидил» — через те, що більшість індонезійців, які вирушають працювати за кордон, зазвичай становлять яванці.

## Приготування та різновиди

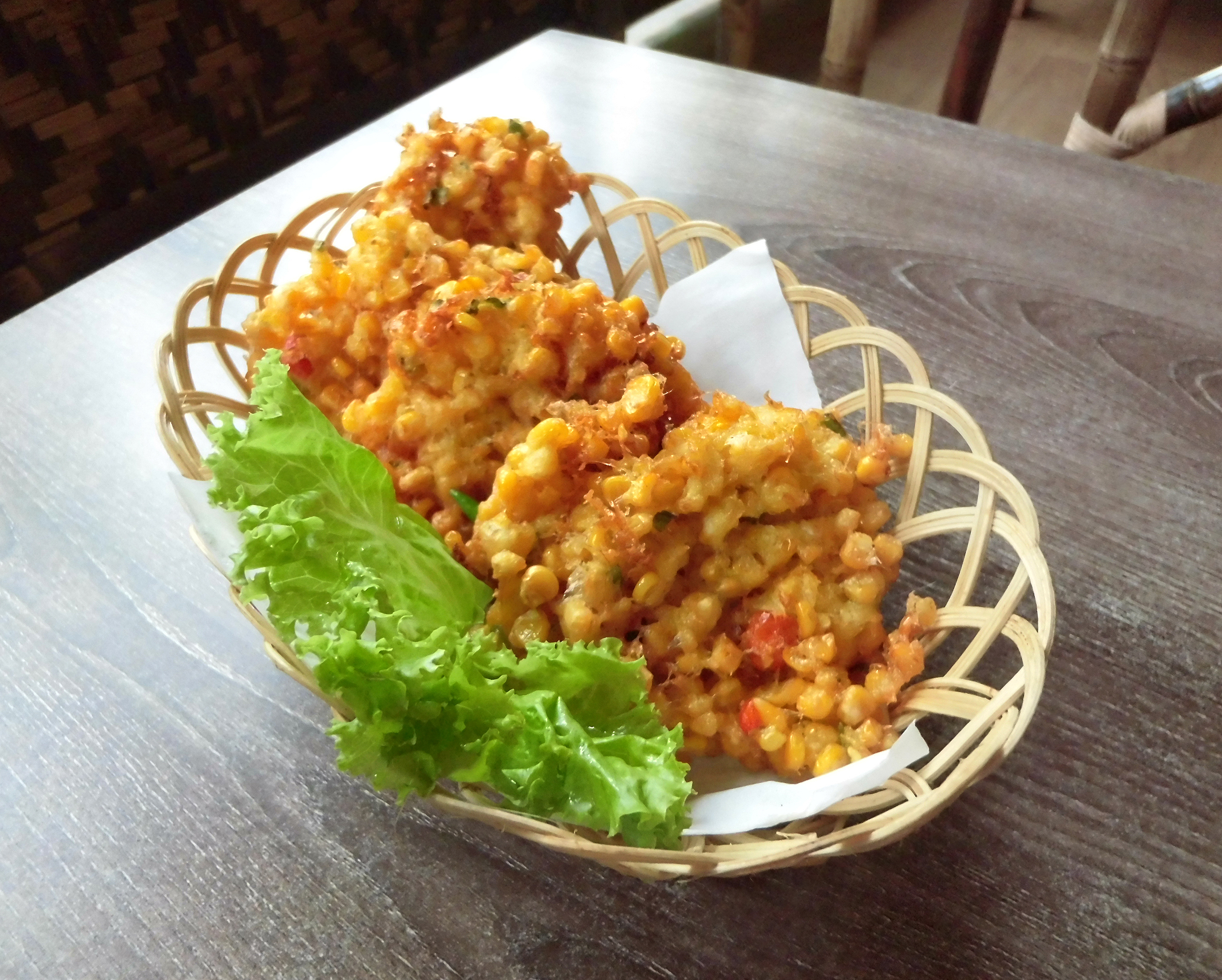
Переділи з цілісних зерен вареної кукурудзи (Джакарта)

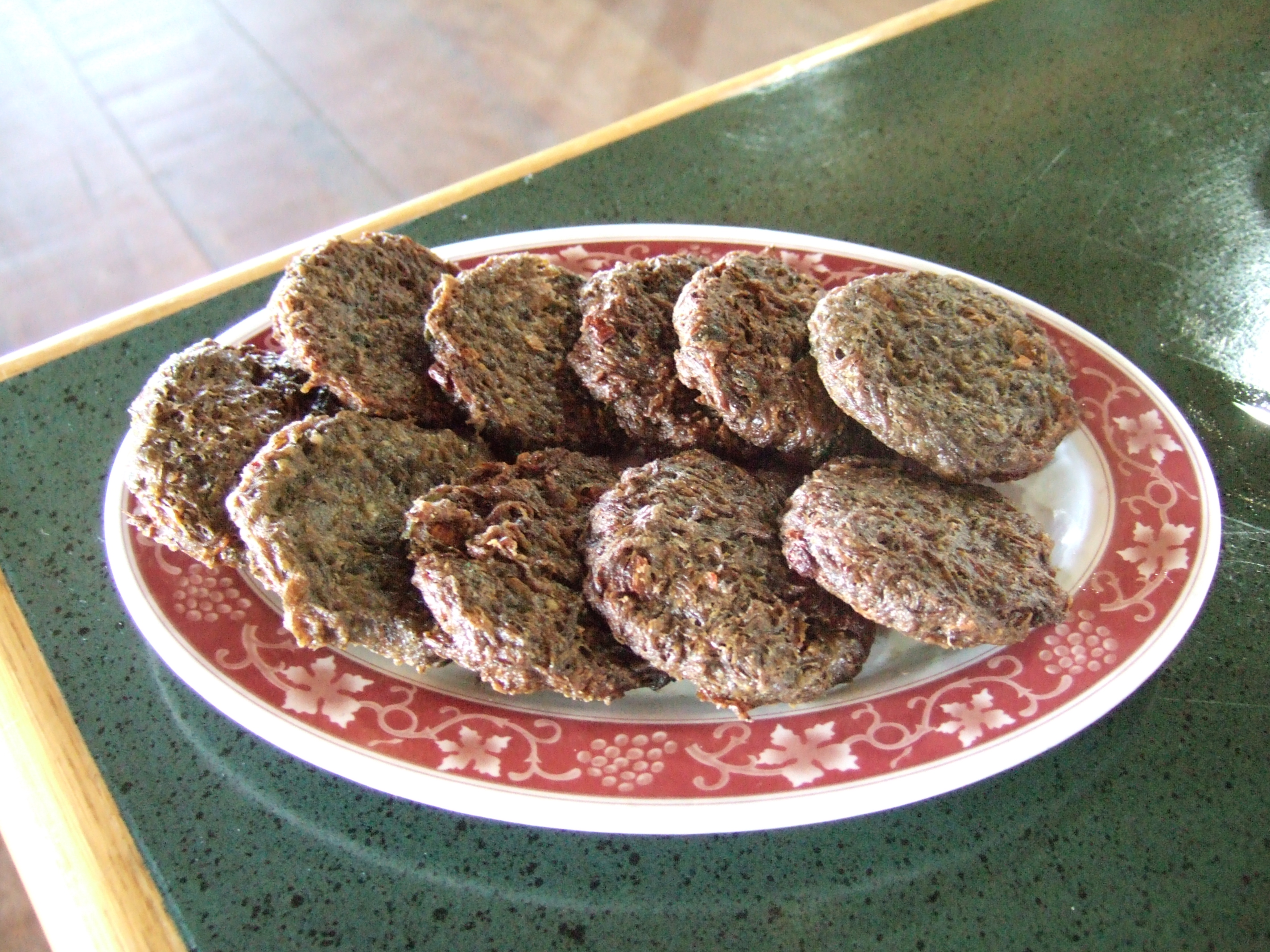
Перкедели з риби Awaous melanocephalus (Манадо, Північний Сулавесі)

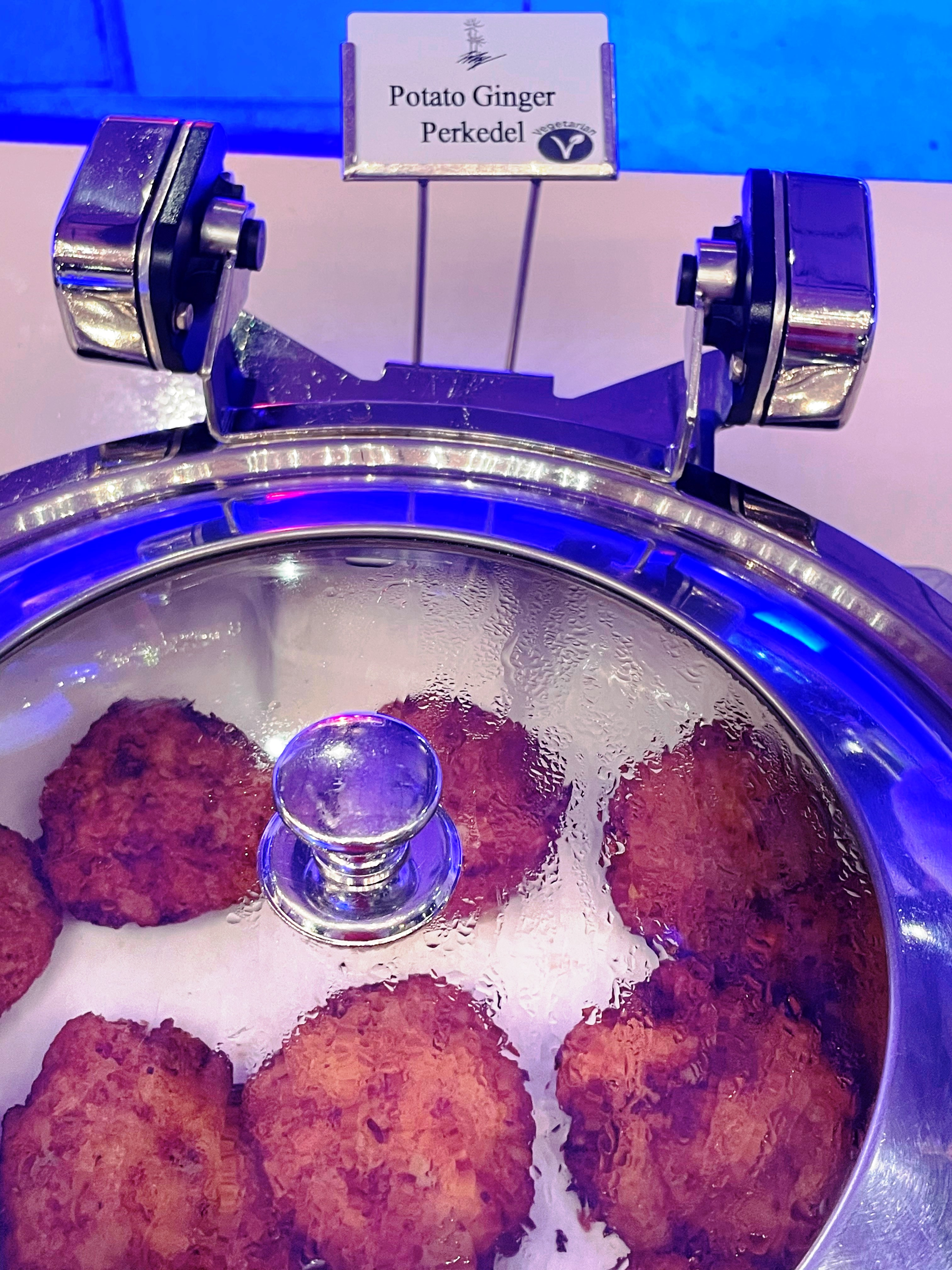
Переділи з картоплі з імбиром (острів Хувахенду, Мальдіви)

Перкедели можуть готуватися з різних продуктів рослинного або тваринного походження. Найпопулярнішою серед перших є картопля, кукурудза і тапіока, дещо рідше використовують батат, тофу, темпе. Досить широко поширені перкедели з риби та морепродуктів. М'ясо — зазвичай яловичина або козлятина, а також курятина використовуються теж нерідко, проте, як правило, не в чистому вигляді: частіше м'ясний або курячий фарш домішується до картопляної або кукурудзяної маси, складаючи при цьому не більше половини від загального обсягу готової страви. Крім свіжого м'яса в сучасній Індонезії для приготування перкеделів іноді в хід йдуть м'ясні консерви або солонина. Взагалі, з часом рецептура перкеделів стає все різноманітнішою, як сировина для цієї страви освоюються все нові продукти: так, у кулінарних виданнях XXI століття фігурують перкедели з молюсків, грибів, квасолі, джекфруту і навіть варених макаронів, а як додаткові інгредієнти фаршу пропонується використовувати капусту, моркву, вігну або м'якоть помідору.
Примітно, що для приготування картопляного пюре — основного або додаткового інгредієнту багатьох видів перкелелів — картопля зазвичай не вариться, а, нарізана на скибочки, обсмажується в олії. Картопля, тапіока або тофу розминаються до утворення однорідної в'язкої маси, а варена кукурудза може використовуватися як у товченому, так і цільнозерновому вигляді. М'ясо, курятина та риба в більшості випадків рубаються на фарш у вже готовому, смаженому або вареному вигляді: у минулому їх подрібнювали за допомогою спеціальних сокир або тесаків, проте в сучасних умовах для приготування фаршу зазвичай використовуються ручні або електричні м'ясорубки або блендер.
Крім одного або двох основних інгредієнтів, у фарш, як правило, додається подрібнена ріпчаста або зелена цибуля або ж цибуля шалот, іноді різна зелень, а також спеції — це можуть бути часник, червоний, чорний або білий перець, коріандр, калган, лумбанг, імбир, цимбопогон та ін. У деяких випадках у фарш додається кокосове молоко, соєвий соус, сік лайму або лимону, при цьому він може додатково загущатися за допомогою пшеничного, кукурудзяного або сагового борошна.
З фаршу формуються битки (відбивні) подібні за розміром із традиційними європейськими фрикадельками — зазвичай круглі або злегка сплюснуті з боків, рідше сплюснуті досить сильно — до форми, близької до українських оладок. Битки зазвичай обвалюються в яєчному клярі або в борошняній паніровці, в яку іноді додається додатковий набір спецій, і смажаться у великій кількості рослинної олії. Деякі рецепти передбачають варіння перкеделів у бульйоні або на пару, інші — тушкування як правило, після попереднього обсмажування.
Існує безліч варіацій перкеделів, що відрізняються за вихідними продуктами та їх поєднанням, набором спецій і прянощів, а також складом кляру або панірувального покриття. Багато видів цієї страви традиційно вважаються кулінарними спеціалітетами якихось міст чи регіонів Індонезії. Так, на Яві дуже популярні перкедели з тофу. Крім того, в багатьох місцевостях цього острова, а також в Малайзії, прийнято фарширувати рибні або курячі перкедели перепелиним яйцем. На Сулавесі в хід особливо часто йде морська або прісноводна риба, причому різні місцевості мають у цьому плані свої преференції: наприклад, в Манадо популярні перкедели з риби Awaous melanocephalus сімейства бичкових, що за формою нагадують оладки. У паданзькій кухні, поширеній в сучасній Індонезії далеко за межами її початкового Північносуматранського ареалу, частіше використовується яловичина та яловичі субпродукти і, крім того, перкедели зазвичай обсмажуються в гострому і пряному фритюрі. Спеціалітетом острова Амбон є перкедели з макрелі, фарш для яких готується з додаванням тертої копри і селери, приправляється червоним перцем, коріандром та лумбангом. Цілком традиційні перкедели з макрелі з копрою і для східнояванського округу Гресик, але там фарш прийнято приправляти лаймовим соком і кмином, а селера не використовується.

## Подача та вживання

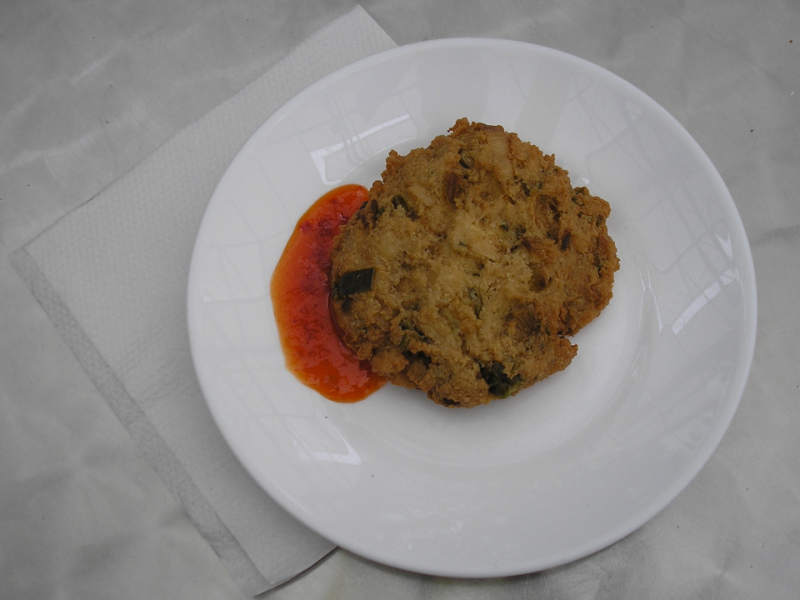
Перкедел з тофу, поданий з самбалом

Перкедели прийнято їсти в гарячому вигляді — відразу після приготування або розігрітими. Як правило, вони служать основною стравою і можуть подаватися з різними гарнірами: рисом, локшиною, свіжими або моченими овочами. Дуже часто до перкеделів подаються традиційні індонезійські смакові добавки — солоний або солодкий соєвий соус і перцева паста самбал.
В Джакарті і в багатьох інших місцях Яви існує традиція подачі перкеделів з курячим супом або бульйоном. Подібна подача набула поширення і в Малайзії, проте там супроводжувати порцію перкеделів можуть й інші види супів. Крім того в Малпайзії, як і в деяких районах Індонезії, практикується заправка перкеделів — переважно курячих або м'ясних — безпосередньо в супи.
Перкедели є поширеною стравою рівною мірою в домашній кухні та в меню закладів громадського харчування. В Індонезії вони часто подаються в традиційних забігайлівках, що розташовуються на людних вулицях або на ринках. Так, у Бандунзі дуже популярною серед містян і гостей міста є ринкова забігайлівка, що з 1985 року подає суто картопляні перкедели, які готуються по-старому — на дровах.